# Дюделанж
Дюделанж (люксемб. Diddeleng, фр. Dudelange, нім. Düdelingen) — місто в Люксембурзі, що утворює собою окрему комуну. Входить до складу кантону Еш-сюр-Альзетт в окрузі Люксембург.

## Географія
Площа території комуни становить 21,38 км² (49-е місце за цим показником серед 116 комун Люксембургу).
Найвища точка комуни над рівнем моря — 435 метрів (33-є місце за цим показником серед комун країни), найнижча — 256 метрів (67-е місце).

## Демографія
Станом на 2011 рік на території комуни мешкало 18 657 ос.
Динаміка чисельності населення:

## Економіка
Дюделанж є важливим промисловим містом, який виріс з трьох сіл, також у місті є сталеливарний завод, заснований в 1900 році.

## Спорт
Місто добре відоме своїм футбольним клубом Дюделанж Ф91, неоднаразовим чемпіоном Люксембургу з футболу.